# Вековые дубы Кожан-Городокские
Вековые дубы Кожан-Городокские — ботанический памятник природы республиканского значения, расположен в аг. Кожан-Городок на территории Лунинецкого района. Представляет научную, историко-культурную, эстетическую и туристическую ценность. Произрастают в бывшем поместье Кожан-Городской линии рода Немировичей-Щитов.

## Описание
Дуб № 1 произрастает на приусадебном участке дома 44 по улице Советской, дуб № 2 — в 100 метрах от первого дуба, между птицефабрикой и приусадебным участком. Рядом растёт третий дуб, также огорожен и с табличкой указывающей на принадлежность к вековым дубам.
- Ботанический вид — дуб черешчатый, возраст около 300 лет, высота 45 и 40 м, диаметр 152 и 164 см. (1983)[3]
- Обхват — 6 метров 70 сантиметров, высота — свыше 35 метров, высота до кроны — 4 метра 70 сантиметров. (2006)[4]
- Диаметр ствола одного дуба — 175 см, второго — 140 см. (2016)[5]

## Легенды и предание
Один из дубов, произрастающих в Кожан-Городке, местные жители называют Дуб Мицкевича — известно, что ему более 500 лет, считается самым «толстым» деревом Беларуси. Из уст в уста передается предание о том, что под вековыми дубами отдыхал известный поэт Адам Мицкевич, который приезжал в гости к помещику Щитту. Заезжал он в поместье не просто так, интересовал его древнеримский поэт-изгнанник Овидий. Чтобы удержать историческую связь с поэтом, в знак признательности местные жители назвали красавца-великана — дубом Адама Мицкевича

## Режим охраны и использования памятника природы
В 1963 году вековые дубы Кожан-Городокские получили статус — особо охраняемая природная территория. Охраняемая Государством площадь — 650 м2, — граница проекции крон деревьев. На данный памятник природы имеется паспорт. Охрана памятника природы осуществляется землепользователем Государственным предприятием «Городокский», о чем имеется охранное обязательство.
Запрещается: незаконное уничтожение, включая рубку, или повреждение дерева, а также любая другая деятельность, угрожающая его состоянию и сохранности (за исключением санитарных работ, направленных на сохранение состояния и надлежащего эстетического вида); проведение работ, связанных с нарушением земель, изменением гидрологического режима территории; загрязнение и засорение территории.

## Видео
- Кожан-Городок. Дуб. Кожан-Городок (26 мая 2016). Дата обращения: 13 января 2018.

## Галерея

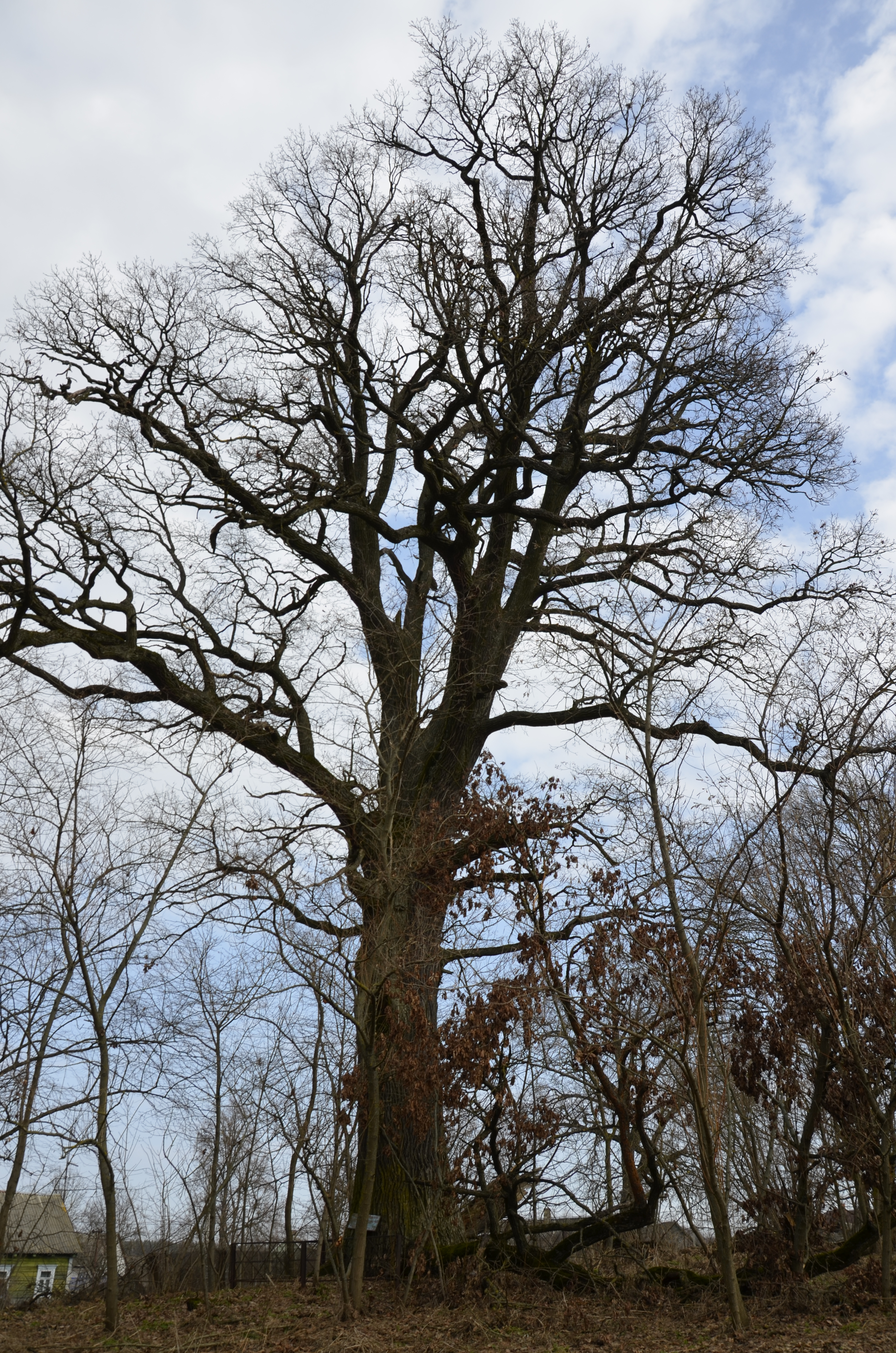
Дуб №2
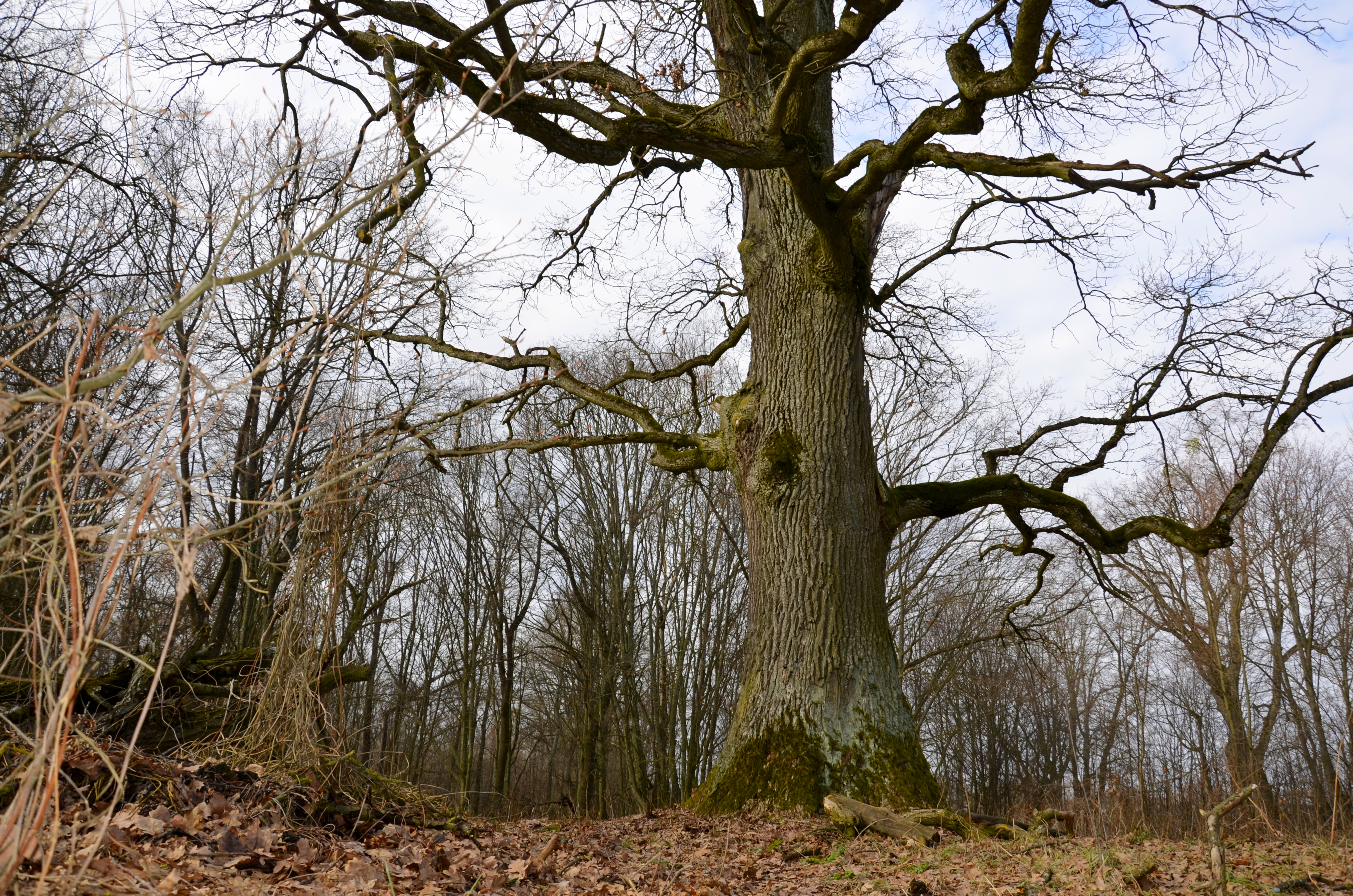
Дуб №3